# Antilles

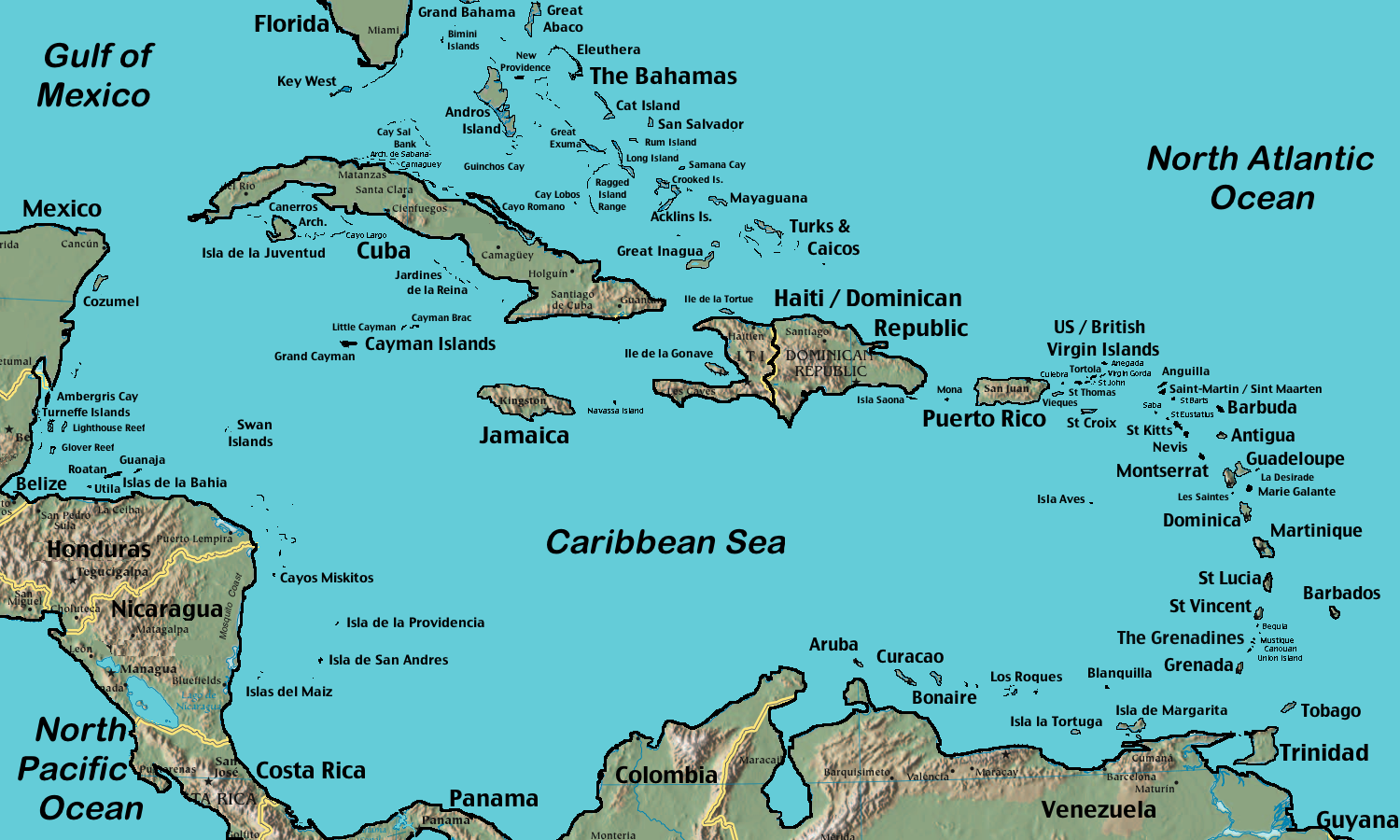
Chuỗi đảo Antilles

Antilles (thường đọc là Ăng-ti) là quần đảo vùng Biển Caribe, chia thành ba nhóm Quần đảo Lucayan, Đại Antilles và Tiểu Antilles. Quần đảo Lucayan gồm 1 quốc gia và 1 vùng lãnh thổ là Bahamas và Quần đảo Turks và Caicos (Vương Quốc Anh), Đại Antilles gồm các đảo lớn như Cuba, Jamaica, Hispaniola (Haiti cùng Cộng hòa Dominica) và Puerto Rico. Tiểu Antilles lui về phía đông-nam lại chia thành ba nhóm nhỏ: Quần đảo Xuôi Gió ở phía bắc; Quần đảo Ngược Gió ở phía nam; và Quần đảo Antilles Xuôi Gió ngoài khơi Venezuela. Quần đảo Bahamas tuy thuộc khu vực Tây Ấn đảo (West Indies) nhưng thường không được coi là thuộc các đảo Antilles.
Về mặt địa lý, Antilles thuộc châu Mỹ. Cuba, Cộng hòa Dominica và Puerto Rico, vì ảnh hưởng văn hóa của Tây Ban Nha, thường được coi là thuộc châu Mỹ La Tinh.
Địa chất Đại Antilles cấu tạo bởi đá lục địa, khác hẳn với Tiểu Antilles hình thành bởi san hô và nham thạch do núi lửa.

## Danh sách các nhóm đảo

### Quần đảo Lucayan
- Bahamas
- Turks and Caicos Islands (Anh Quốc)

### Đại Antilles
- Cuba
- Hispaniola
  -  Cộng hòa Dominica
  -  Haiti
- Jamaica
- Puerto Rico (Thịnh vượng chung của Hoa Kỳ)

### Tiểu Antilles

#### Antilles Dưới Gió
- Aruba (Hà Lan)
- Caribe Hà Lan
  -  Bonaire (Hà Lan)
- Curaçao (Hà Lan)
- Federal Dependencies of Venezuela
  - Los Monjes Archipelago
  - La Tortuga Island
  - La Sola Island
  - Los Testigos Islands
  - Los Frailes Islands
  - Patos Island
  - Los Roques Archipelago
  - Blanquilla Island
  - Los Hermanos Archipelago
  - Orchila Island
  - Las Aves Archipelago
  - Aves Island
- Nueva Esparta State
  - Margarita Island
  - Coche
  - Cubagua

#### Quần đảo Dưới Gió
- Anguilla (Anh Quốc)
- Antigua và Barbuda
  - Antigua
  - Barbuda
  - Redonda
- Quần đảo Virgin thuộc Anh (Anh Quốc)
- Guadeloupe (Pháp)
  - La Désirade
  - Marie-Galante
  - Les Saintes
- Montserrat (Anh Quốc)
- Saint Barthélemy (Pháp)
- Saint Martin
  -  Saint Martin (Pháp)
  -  Sint Maarten (Hà Lan)
- Saint Kitts và Nevis
  - Saint Kitts
  - Nevis
- Caribe Hà Lan
  -  Saint Eustatius (Hà Lan)
  -  Saba (Hà Lan)
- Quần đảo Virgin thuộc Mỹ
  - Saint Croix
  - Saint Thomas
  - Saint John

#### Quần đảo Xuôi Gió
- Dominica
- Grenada
- Martinique (Pháp)
- Saint Lucia
- Saint Vincent và Grenadines

#### Các đảo khác
- Barbados
- Trinidad và Tobago
  - Tobago
  - Trinidad